# Выдвижной ящик

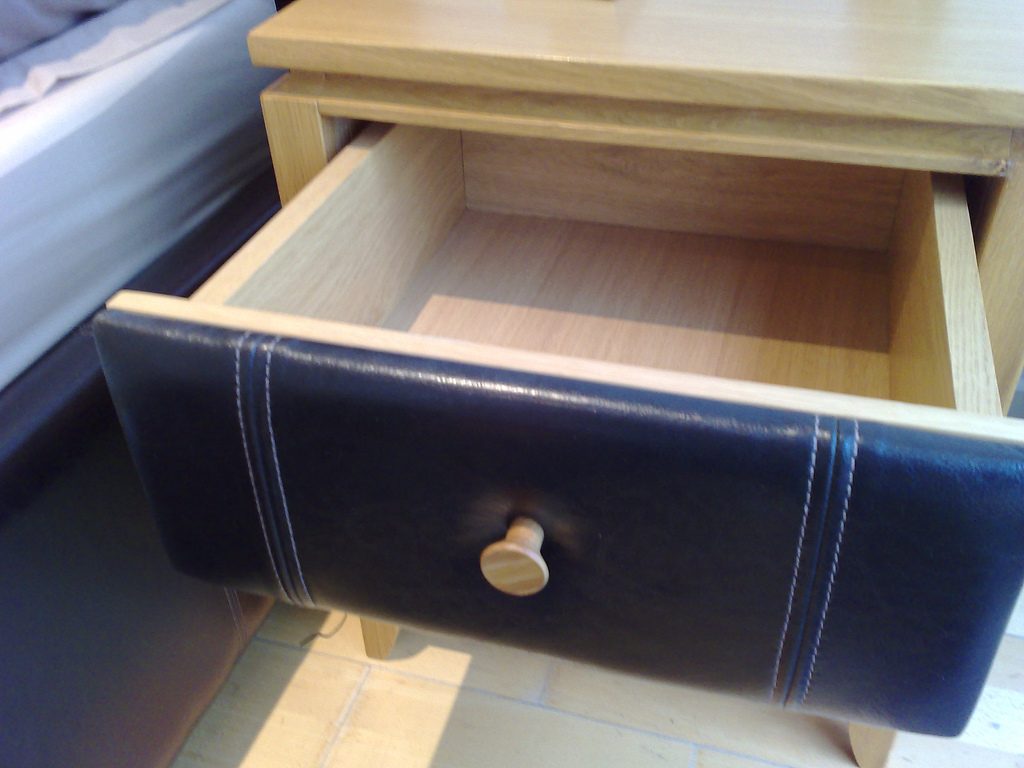

Выдвижной ящик (шуфлядка, шуфлядь, шуфляда — от нем. Schublade (произн. шубладэ) — выдвижной ящик)  — конструктивный элемент (узел) ряда мебельных изделий в форме прямоугольного короба, имеющий возможность горизонтального выдвижения для доступа к содержимому посредством установленных направляющих или полозок. Выдвижные ящики могут располагаться в шкафах, бюро, комодах, тумбочках, письменных столах, картотечной мебели и др. и варьируются по материалам, из которых они изготовлены, способам крепления и механике перемещения. Некоторые из современных типов выдвижных ящиков имеют механизм «самозакрывания».
По некоторым предположениям, выдвижной ящик как составная часть предмета мебели появился ещё в античные времена. Задние и боковые стенки деревянных выдвижных ящиков чаще всего изготавливаются из досок толщиной 10—12 мм, передние — 16—22 мм, донья же делаются из ДВП или фанеры; для данных изделий могут также использоваться различные прочие древесные композиционные материалы, пластик и листовой металл. Перегородки между расположенными друг над другом ящиками в предметах мебели, как правило, отсутствуют.
Наиболее распространённый тип соединений передней и боковых стенок выдвижного ящика, обусловленный соображениями как прочности, так и эстетики, — «ласточкин хвост», хотя встречаются и другие варианты, например прямой открытый шип или шканты. Существуют также выдвижные ящики, изготовленные с применением различных гнутовыклейных элементов, тем или иным способом соединяющих другие части изделия. В большинстве случаев выдвижные ящики снабжены ручками различных форм и материалов. Часто встречается в белорусском языке.